# Anatolí (Serrès)
Pour les articles homonymes, voir Anatoli (homonymie).
Anatolí, en grec moderne : Ανατολή, est un village du dème de  Sindikí , district régional de Serrès, en Macédoine-Centrale, Grèce.
Selon le recensement de 2011, la population du village s'élève à 140 habitants.